# Dirazepato di etile
Il dirazepato di etile o etil dirazepato è un farmaco del gruppo delle benzodiazepine; possiede molte proprietà farmacologiche, in particolare ansiolitiche e ipnotiche. Viene prodotto dalla Sanofi.